# Frágil (película)
Frágil es una película española dirigida en 2005 por Juanma Bajo Ulloa con guion del propio Bajo Ulloa bajo el seudónimo de Catalina Gilabert. Es un cuento sobre la necesidad de amor y la tortura que uno se tiene que infligir a sí mismo para conseguir un ideal de belleza imposible. Según lo describe el director, es un cuento de hadas como el de La Cenicienta pero un poco más cruel.

## Reparto
- Muriel (Venus)
- Julio Perillán (David)
- Inma Colomer (Rita)
- Paula Pizzi (Francesca)
- María Bazán (Abi)
- Silvia Segovia (Marta)
- Lidia Navarro (Isabel)
- Bibiana Schönhöfer (María)
- [Violaine Estérez] (Chloe)
- John G. Rubin (Félix)
- Pilar Rodríguez Zabaleta (Juana)

## Argumento
Venus tiene 25 años, es dulce, romántica y no muy atractiva. Ella vive con su estoico padre en un aislado valle del Norte. Ambos trabajan en las tareas del campo y fabrican miel de flores. Su relación siempre ha sido cordial pero absolutamente carente de cualquier muestra de cariño. Cuando tenía 9 años, un niño dio a Venus su primer y único beso, y los dos se juraron amor eterno. Desde ese momento, día tras día, ella espera en vano su regreso.
Una mañana el padre aparece muerto. Venus abandona su hogar y sale en busca del amor perdido y de sus sueños. 
No muy lejos de allí, David, un joven actor, magnético y arrogante, aguarda el comienzo del rodaje de la superproducción de Hollywood de la que será protagonista, "Dark Tale". La idea de empezar a ser deseado y querido por millones le tortura...porque le gusta más de lo que él quisiera. 
Pronto David y Venus se encontrarán, y ella sentirá al fin que su búsqueda ha terminado... aunque el mundo real no es exactamente igual que los cuentos que ella leía de niña...